# Psammocora albopicta
Psammocora albopicta is een rifkoralensoort uit de familie van de Psammocoridae. De wetenschappelijke naam van de soort is voor het eerst geldig gepubliceerd in 2006 door Benzoni.